# 乌施
乌施是德国莱茵兰-普法尔茨州的一个市镇。总面积1.33平方公里，总人口69人，其中男性36人，女性33人（2011年12月31日），人口密度52人/平方公里。